# Xistrella javanensis
Xistrella javanensis är en insektsart som först beskrevs av Günther, K. 1937.  Xistrella javanensis ingår i släktet Xistrella och familjen torngräshoppor. Inga underarter finns listade i Catalogue of Life.